# رولاندو کوبلا سکادس
رولاندو کوبلا سکادس (انگلیسی: Rolando Cubela Secades; ۱۹۳۲ – ۲۳ اوت ۲۰۲۲) انقلابی اهل کوبا بود که نقش مهمی در انقلاب کوبا ایفا کرد. او یکی از مؤسسان اداره انقلابی دانش‌آموزان بود و بعد از انقلاب کوبا با کسب درجه فرماندهی به بالاترین درجه نظامی ارتش انقلابی دست یافت. وی پس از انقلاب کوبا مدتی نیز نماینده آن کشور در یونسکو بود. سکادس در سال ۱۹۶۶ به خاطر برنامه‌ریزی ترور فیدل کاسترو دستگیر و به بیست و پنج سال زندان محکوم شد. وی که در سال ۱۹۷۹ آزاد و به اسپانیا تبعید شد.